# Haploa vestalis
Haploa vestalis är en fjärilsart som beskrevs av Alpheus Spring Packard 1864. Haploa vestalis ingår i släktet Haploa och familjen björnspinnare. Inga underarter finns listade i Catalogue of Life.